# Hydrillodes subbasalis
Hydrillodes subbasalis là một loài bướm đêm trong họ Noctuidae.